# 克里斯蒂安·本特克
克里斯蒂安·本特克·利奧洛（法語：Christian Benteke Liolo，1990年12月3日—），是一位扎伊尔出生（現稱剛果民主共和國），比利時籍的足球運動員，司職前鋒。出自比甲球會亨克青訓系統，現時效力美国职业足球大联盟球會华盛顿特区联 。

## 早期生活
本特克於非洲扎伊尔出世，爸爸為軍人，由於出生地有戰亂關係，故舉家移居比利時。

## 球員生涯

### 青年隊時期
1996年本特克(即6歲)已參加比利時JS Pierreuse球會的青訓計劃。2004年轉投比甲球會至2006年再轉投另一比甲球會亨克。

### 亨克
2007/08年度比甲球季，本特克只有10次上陣機會攻入一球。

### 標準列日
2008年加盟標準列日，期間曾兩度外借其他球會。

### 重返亨克
2011/12年度比甲球季重返亨克。球秊結束後以16個入球成為比甲神射手第3位。

### 阿士東維拉

#### 2012-13球季
2012年8月31日，英超球會阿士東維拉宣佈從比甲球會亨克簽入比利時國腳本特克，正式轉會費金額沒有透露，估計約為700萬英鎊合約為期四年至2016年夏季。9月15日阿士東維拉主場對史雲斯，賓迪基得到首次英超上陣機會，後備入替另一位前鋒韋曼，並攻入加盟後首個英超入球，奠定2-0勝局。2013年4月29日，本特克於英超護級戰主場對新特蘭比賽中於下半場連入三球，是其於英超及為阿士東維拉首次帽子戲法，最終阿士東維拉以6:1大勝。在阿士東維拉的首個球季，賓迪基在所有比賽共上陣39場，攻入23球，包括19個英超聯賽入球，成為球隊首席射手，同時協助阿士東維拉護級成功。他亦是球會有史以來單季聯賽入球最多的球員。在12/13球季結束後，賓迪基曾表示想轉投其他英超球隊。但經過領隊保羅·林拔和他面談後，賓迪基決定取消離隊要求，並和球隊簽下另一份四年合約至2017年。

#### 2013-14球季
阿士東維拉於13-14球季首場聯賽是作客阿仙奴的比賽。比賽中，隊友阿邦拉霍搏得点球，賓迪基操刀射失，卻馬上頭球補射入網，比分扳平1-1，成為賓迪基此季第一個入球。其後，阿邦拉霍再度取得点球，本特克操刀射入，為球隊反先2-1。最終，阿士東維拉以3-1作客勝阿仙奴，取得首場英超勝仗。其後，賓迪基再在對車路士的聯賽補賽取得入球，一度扳平1-1，最終卻以1-2不敵車路士。

### 利物浦
2015年7月23日，賓迪基以3250萬英鎊加盟利物浦，簽約5年。

#### 2015-16球季
2015年8月17日，賓迪基攻入加盟後首個入球，幫助球隊一球小勝般尼茅夫，上陣42場入10球，整體表現未令紅軍高層滿意。

### 水晶宮
2016年8月19日，水晶宮宣佈與賓迪基簽約4年。

### 华盛顿联
2022年8月5日，美國職業足球大聯盟球會華盛頓聯宣布與賓迪基簽約兩年半，並附帶有自動續約一年的條款。

## 國家隊
2010年5月19日，於國際足球友誼賽比利時主場對保加利亞的比賽，本特克以後備身份出場為其首場代表國家隊主隊比賽。而他首場為國家隊正選上陣的國際賽，是同年8月11日，比利時作客對芬蘭的友誼賽。2012年8月15日，比利時主場對荷蘭的友誼賽，本特克射入個人首個國家隊入球。

## 外部連結
- Soccerway資料庫：克里斯蒂安·本特克
- 足球数据库：克里斯蒂安·本特克的球员统计数据
- 克里斯蒂安·本特克於比利時國家隊的資料 （英文）